# کیسی کانچا
کیسی کانچا (به اسپانیایی: K'isi Kancha) یک کوه در پرو است که در Peru, Lima Region واقع شده‌است. کیسی کانچا ۵٬۰۰۰ متر بالاتر از سطح دریا واقع شده‌است.